# Херсонский городской совет
1. перенаправление Херсонская городская община